# Hydrablabes praefrontalis
Espèce
Synonymes
- Ablabes periops var. praefrontalis Mocquard, 1890

Statut de conservation UICN

 DD  : Données insuffisantes
Hydrablabes praefrontalis est une espèce de serpents de la famille des Natricidae. 

## Répartition
Cette espèce est endémique du Sabah en Malaisie orientale.

## Publication originale
- Mocquard, 1890 : Recherches sur la faune herpétologique des Iles de Bornéo et de Palawan. Nouvelles archives du Museum d'histoire naturelle de Paris, sér. 3, vol. 2, p. 115–168 (texte intégral).